# Upper Sandusky
Upper Sandusky – miasto w Stanach Zjednoczonych, północnej części stanu Ohio, siedziba władz hrabstwa Wyandot
Liczba mieszkańców w 2000 roku wynosiła 6547.
Miasto leży w strefie klimatu umiarkowanego, kontynentalnego, z gorącym latem, należącego według klasyfikacji Köppena do strefy Dfa. Średnia temperatura roczna wynosi 10,4°C, a opady 944,9 mm (w tym do 71,1 cm opadów śniegu). Średnia temperatura najcieplejszego miesiąca - lipca wynosi 23,1°C, natomiast najzimniejszego -3,0°C